# Provisions of Oxford
De Provisions of Oxford of de Voorzorgsmaatregelen van Oxford waren constitutionele hervormingen, die in 1258 werden opgesteld om de conflicten tussen Hendrik III van Engeland en zijn baronnen, te regelen.

## Achtergrond
Toen Hendrik III in 1227 meerderjarig werd, wilde hij de macht van het Parlement van Engeland, die gebaseerd was op de Magna Carta van 1215, inperken. De weigering om het parlement te consulteren en de kosten van zijn falend buitenlands beleid, deden de spanningen hoog oplopen.
In het voorjaar van 1258 vroeg Hendrik III financiële steun aan het parlement. Hij kwam in confrontatie met een groep baronnen, die aandrongen op een nieuwe hervormingscommissie, in de vorm van een raad van vierentwintig leden, twaalf door de kroon gekozen, twaalf door de baronnen. De bepalingen van Oxford waren het hervormingsprogramma waar de vierentwintig leden, waaronder Simon V van Montfort, 6de Graaf van Leicester, op uit waren. 

## Bepalingen
De Provisions stelden een vijftienkoppig orgaan samen om toezicht te houden op het hele bestuur. Er werd overeengekomen dat ze driemaal per jaar bijeen zouden komen, om de gemeenschappelijke behoeften van het koninkrijk en van de koning te behandelen. Op hun beurt werden de vijftien gecontroleerd door twaalf vertegenwoordigers van de baronnen. Het was een grote stap in de ontwikkeling van de Common law in Engeland.

## Vervolg
De bepalingen van Oxford werden bevestigd en uitgebreid in 1259 met de Provisions of Westminster. In 1261 kreeg Hendrik III steun van Paus Alexander IV en legde de Provisions naast zich neer, dit was de aanleiding voor de Tweede Baronnenoorlog, waar de koning na de slag bij Lewes (1264) werd gevangengenomen.

## Taal
Een schriftelijke bevestiging van de overeenkomst werd in drie talen naar de high sheriffs van de graafschappen van Engeland gestuurd, in het Latijn, het Frans en voor het eerst in het Middelengels. De bepalingen waren de eerste overheidsdocumenten die in het Engels werden gepubliceerd sinds de Normandische verovering van Engeland tweehonderd jaar eerder.